# Metsamor
Metsamor là một đô thị thuộc tỉnh Armavir, Armenia. Dân số ước tính năm 2011 là 10535 người. Đô thị này thuộc vùng đô thị Yerevan.